# 針
針（はり）は、先端の尖った道具。英語ではNeedleあるいはPinであり、日本語でもそのままピンと呼ぶ例もある。

## 歴史

### 古代の針
針の歴史は古く、旧石器時代後期のマドレーヌ文化では骨角製の針が使用されていた。
日本でも石器時代には骨角でつくったくくり針（無孔）があり、石器時代末にはメドと呼ばれる穴を付けた有孔の針も作られるようになった。

### 金属製の針の出現
時代とともに材質は骨角製から金属製に変わり、黄金針のほか、青銅器時代の青銅針、鉄器時代の鉄針、そして銅針へと進展した。さらに鋼製の針が中国で生まれ、イスラム諸国からヨーロッパ、朝鮮半島から日本へ伝わったといわれている。ヨーロッパでは10世紀頃に針金が発明され、鉄片の鍛造ではなく針金の切断で大量生産されるようになった。

### 日本での歴史
金属製の針は渡来人の裁縫技術者によって日本に渡来した。『古事記』崇神天皇の条に「衣の襴に針を刺し通した」と記述がある。平安時代には市で針が売られており庶民はその針で衣服を縫製したという。
15世紀末には針金を作る専業の針鉄師という職人がいた。中世には針磨といわれた職人が針（裁縫用）と鍼（医療用）を生産していたが、近世には縫針を生産する縫針師（針師）と打鍼や刺針を生産する針習（はりずり）に分化した。
持ち運びしやすく安価に販売できることから、日本の中世において「針売り」は身体障害者や下層民が手軽にできる職業とされ、被差別対象だった。豊臣秀吉も武士になる以前は針売りをしていた。

## 用途

### 留め具
何かに突き刺してそれを基盤上に突き刺すことでその位置を固定する。突き出した先を平らにしたりして扱いやすくしたのが安全ピン（safety pin）である。
ネクタイピンはネクタイとシャツを串刺しにしてネクタイを固定する。尖った先にはカバーをつける。
安全ピンは針を折り曲げて先端をカバーに収納することで突き刺す危険を無くしている。
絵画や掲示物を角で留める画鋲も該当する。

### 裁縫

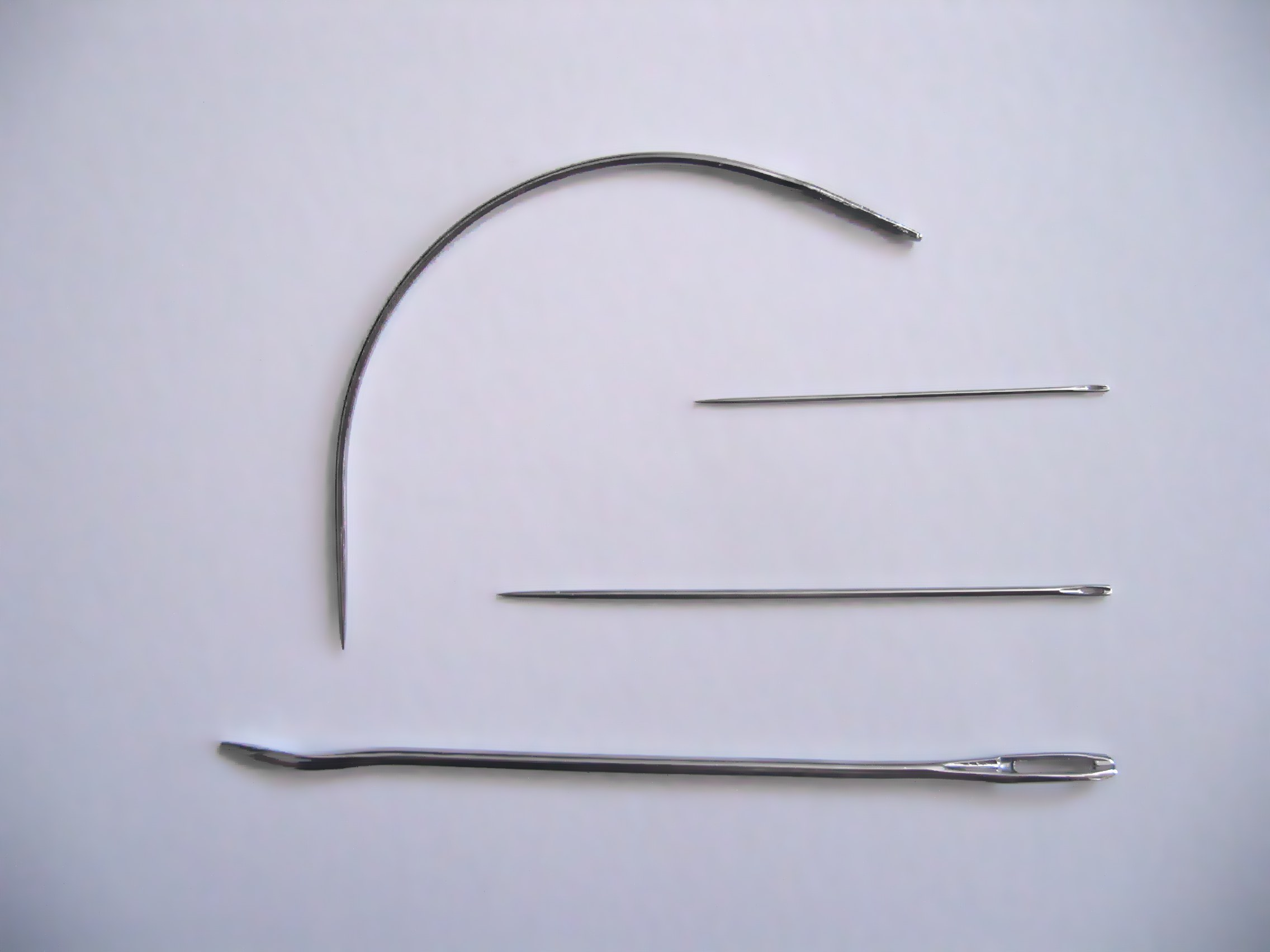
裁縫に使う針

裁縫に使う針、縫い針（sewing needle）。細長い金属で出来ていて、先端が尖っている。反対側の端には針穴と呼ばれる小さな穴があいており、穴に糸を通して結びつけ、針で布などを突き通すことであいた穴に糸を通すことができる。ミシン針の場合は先端に穴がある。古代の針は木や骨などで作られていた。
裁縫用の針は今から3～4万年前に東シベリアで発明されたとされる。
糸を通す孔のない針もあり、いわゆる待ち針であるが、これは縫い合わせる布同士を一時的に止める場合などに使われる。また、布を通り抜けさせる必要がないから、安全のために後端に飾りが付けてある。
針は細くて落とすと見失いやすく、また尖った先端が体を傷つけることが多い。使う際には針山に突き刺してその位置を確保する。細くて曲がりにくいことから折れることもあり、これはなお危険なのでその保存に注意する。折れた針を供養するのが針供養である。縫い物を専門に行うものを針子という。

### 医療
1. 何かに物（多くは人間などの動物に医薬品）を注射、注入するために使われる細長い筒状の針。注射針（en:Hypodermic needle）。
2. 血液の検査の目的で採血を行うためや、輸血・献血などに使用される針。
3. 傷口の縫合に使う針。縫合糸を参照。
4. 針を体の経穴に刺して身体治療に使われる物。鍼（Acupuncture）。

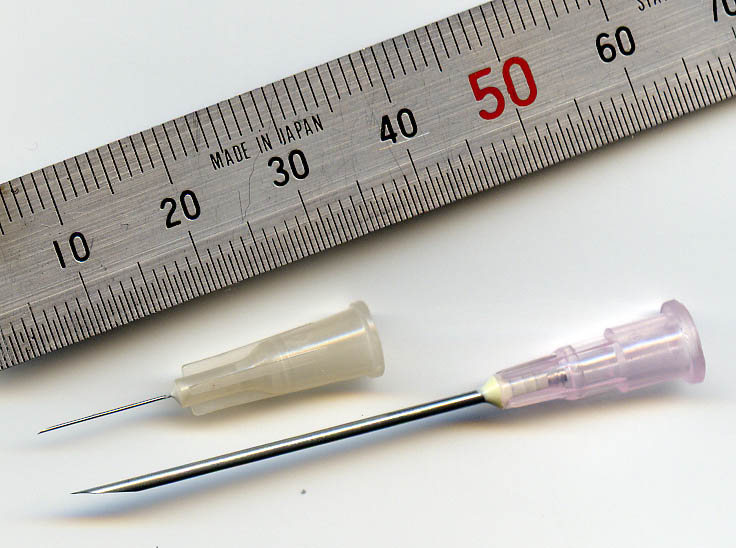
治療に使う注射針

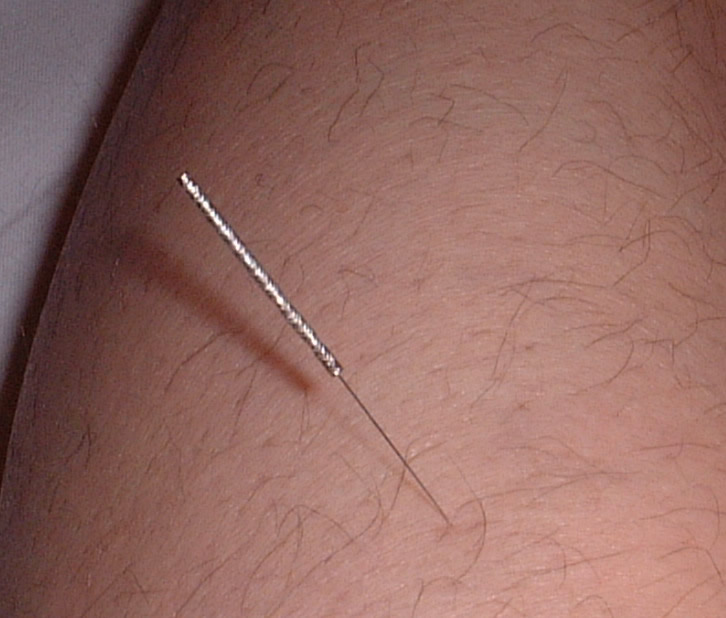
治療に使う鍼

### 生物学
生物関連に実験道具の一つに柄付き針がある。解剖などの際に細かい部分を操作したり、広げて固定したりといった使い方がある。
昆虫標本は針で止めるのを標準とし、専用の針も販売されている。

### 装身具
ボディピアスに使われ、針を人体の一部に通すことで装身具を固定する。同様に衣服に固定する装身具も存在する。

### 入れ墨
入れ墨を彫る際に使われる（Tattoo machine）。

### 記録
- スタイラス、文字を刻みつけるための道具。
- 鉄筆、鉄でできた針状の芯がついた筆、スタイラスを和訳するときの語としても用いられる。
- けがき針、金属加工などの際に表面に傷をつけるための道具。
- レコードなどで使われる針、レコード針。

### 探針
プローブカードのプロービングのための探針。プローブ顕微鏡などで用いる。

### 指針
アナログ時計、方位磁石やメーター、はかりなどの測定器において方位や数値を指し示すために使われる。転じて事務処理などを行ううえでよりどころとなる基本的な事項や方針のことを指針という。英語ではハンド (hand)。

### 文房具
コンパスやディバイダが製図などに使われる。

### 釣り
釣りに使う針、釣り針（fish hook）。

## 文化

### 針が登場する有名な童話・神話・伝承
- 一寸法師
- 眠り姫
- 西遊記 - 孫悟空が海底で針を拾い、後の如意棒に変化した『海底針』の逸話があり、太極拳の技法にも現れている。

### 針に関する諺
鋭く尖ったものの意味で
- 嘘をついたら、針千本飲ます
- 針のムシロ
- 頂門の一針
頭上に1本の針をさすように、人の急所をおさえた適切な教訓。

また、小さく細くて見失いやすいことから
- 藁の山から針を探す

チェスでは敵のキングと自陣のコマの効き筋の間に敵のコマが置かれた状態にすることをピンという。こうするとそのコマは、動かせば自陣のキングに王手がかかるために動かせない。これを針で刺して止めたのに見立てたものである。